# 谢望春
谢望春（1930年1月—2011年10月），中共第九届、十届中央候补委员。

## 生平
土家族人，1930年1月生于湖北汉川。1946年至1948年是国民党政府被服厂湖北武汉硚口分厂工人。1949年4月成为申新纱厂（解放后改为武汉国棉三厂）细纱车间挡车工，工作至1980年10月。1956年4月加入中国共产党。曾当选市劳动模范。文革中是“工造总司”成员，被补为中共九大代表、中央候补委员。后又历任湖北国棉三厂党委副书记、湖北省武汉市纺织工业局党委副书记、湖北省妇联副主任，也被选为中共十届中央候补委员。文革后定为“犯严重政治错误”，1982年开除党籍，撤销党内外一切职务。 2011年10月底逝世。